# William Wynn Westcott

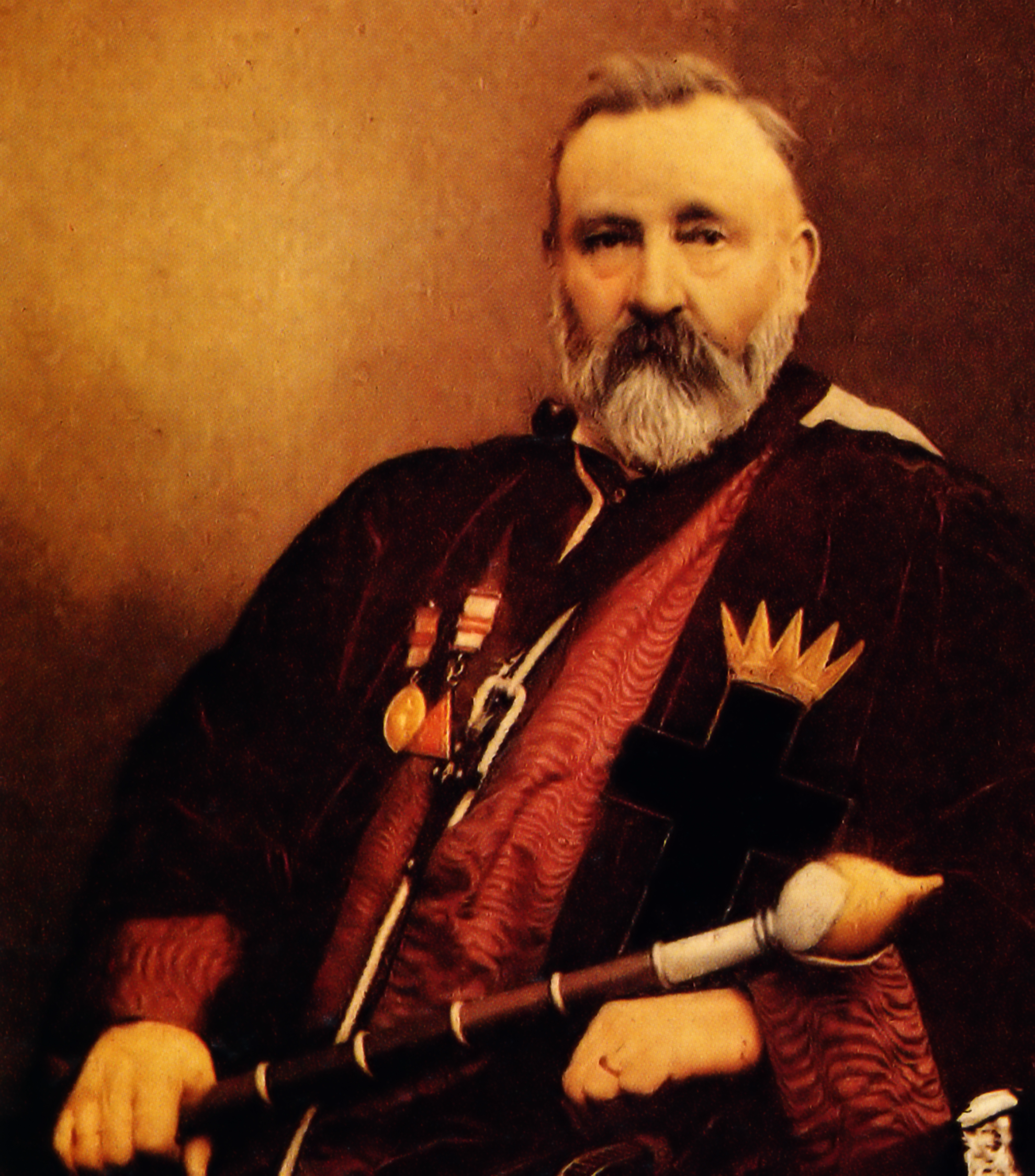
Imagen de William Wynn Westcott

William Wynn Westcott (17 de diciembre de 1848 - 30 de julio de 1925) fue coroner, mago, y francmasón nacido en Leamington, Inglaterra. Reconocido como cofundador de la Orden Hermética de la Aurora Dorada y miembro activo de la Sociedad Teosófica.

## Biografía
Fue doctor en medicina.
En 1871 se hizo adepto de la Francmasonería donde llegó a adquirir el título de Maestro tres años después.
En 1880 empezó a estudiar la Cábala.

### La Orden Hermética de la Aurora Dorada
Cofundó la Orden Hermética de la Aurora Dorada junto a Samuel Liddell MacGregor Mathers y William Robert Woodman en 1887, con el sobrenombre de V.H. Frater Sapere Aude.
Alrededor de estas fechas asistió activamente a la Sociedad Teosófica.
En 1896, abandonó sus actividades públicas con la Golden Dawn debido a presiones por su puesto como coronel y médico forense de la Corona inglesa, que parecían incompatibles.

### Últimos años
Se retiró como coronel después de 1910, emigrando a Sudáfrica en 1918, falleciendo en Durban en 1925.